# Watersnood van 1855

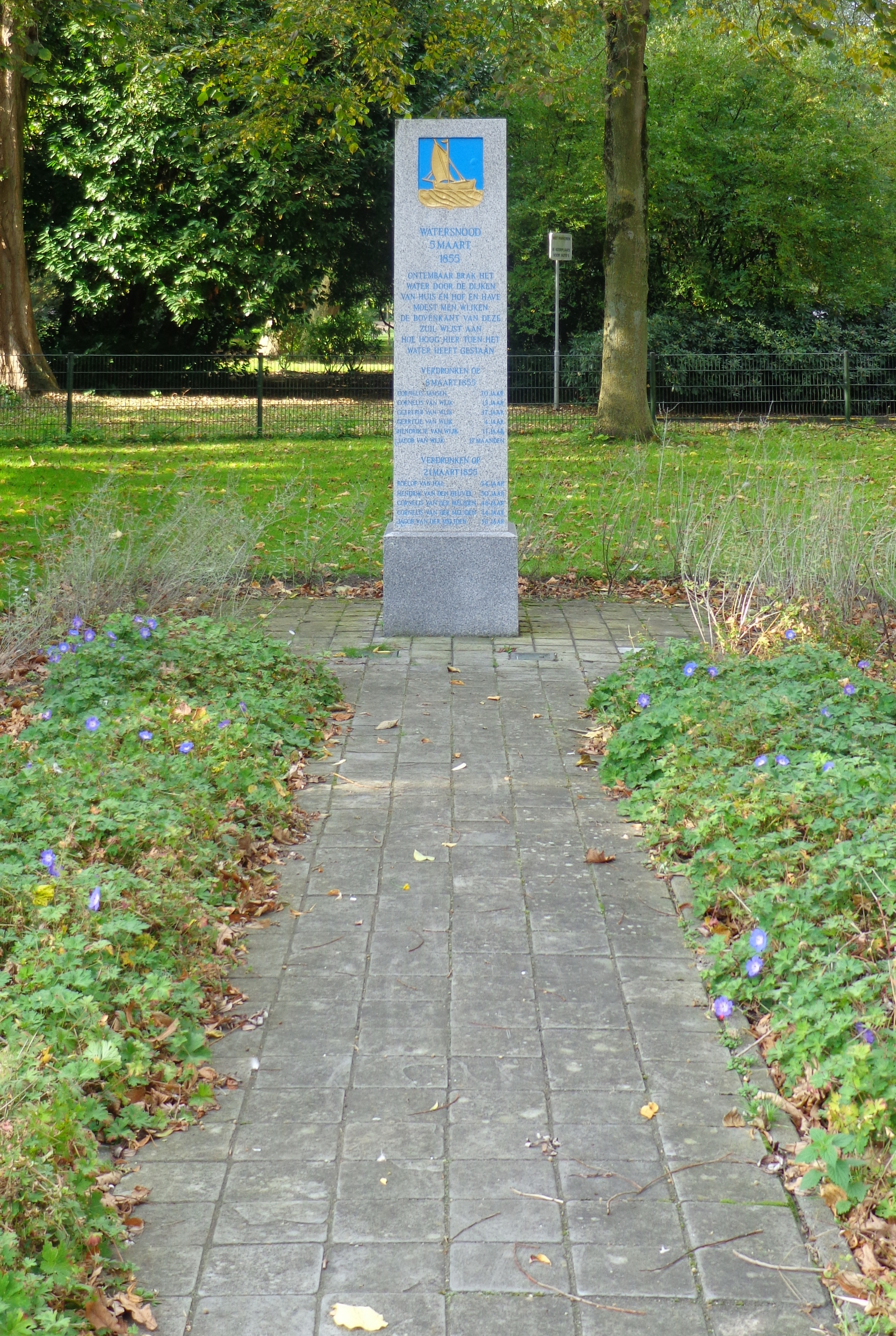
Monument in Veenendaal

De watersnood van 1855 was een overstroming ten gevolge van dijkdoorbraken in Midden-Nederland op 5 maart 1855. Vooral de Gelderse Vallei en het Land van Maas en Waal werden getroffen. De overstromingen vonden ook buiten deze gebieden plaats, in de gehele Betuwe, in grote delen van Noord-Brabant en Gelderland en het gebied dat zich uitstrekte in de Gelderse Vallei van Rhenen en Wageningen tot aan Amersfoort en de voormalige Zuiderzee. Er verdronken dertien mensen.

## Geschiedenis
Op 5 maart 1855 bleek de Rijn verstopt te zijn door grote massa's kruiend ijs. De waterstand was op dat tijdstip ruim zes meter boven het Amsterdams Peil. Toen het ijs die dag in beweging kwam, brak het water door de Grebbedijk, waar in heel korte tijd een 150 meter breed gat in de dijk werd geslagen. De schade was zeer groot, en verschillende huizen raakten zwaar beschadigd, of werden geheel vernield. Het exacte aantal doden is onbekend. Nadien bezocht koning Willem III het Land van Maas en Waal. Hij zou later onderscheidingen uitreiken aan mensen die zich bij deze ramp bijzonder verdienstelijk hadden gemaakt. Sinds 1855 zijn er in de Gelderse Vallei geen overstromingen meer geweest. Het duurde echter nog tot 1931 voordat er een commissie kwam die de afwateringen in de Gelderse Vallei nader zou onderzoeken en aanbevelingen te doen.
In 1955 en 2005 werd in Veenendaal de watersnood officieel herdacht. Aan de Kerkewijk staat een monument met de namen van elf slachtoffers van de ramp en in Museum Veenendaal is een deel van de expositie aan de ramp gewijd. Aan de kademuur van kasteel Renswoude is ook een herdenkingssteen aangebracht.

## Afbeeldingen

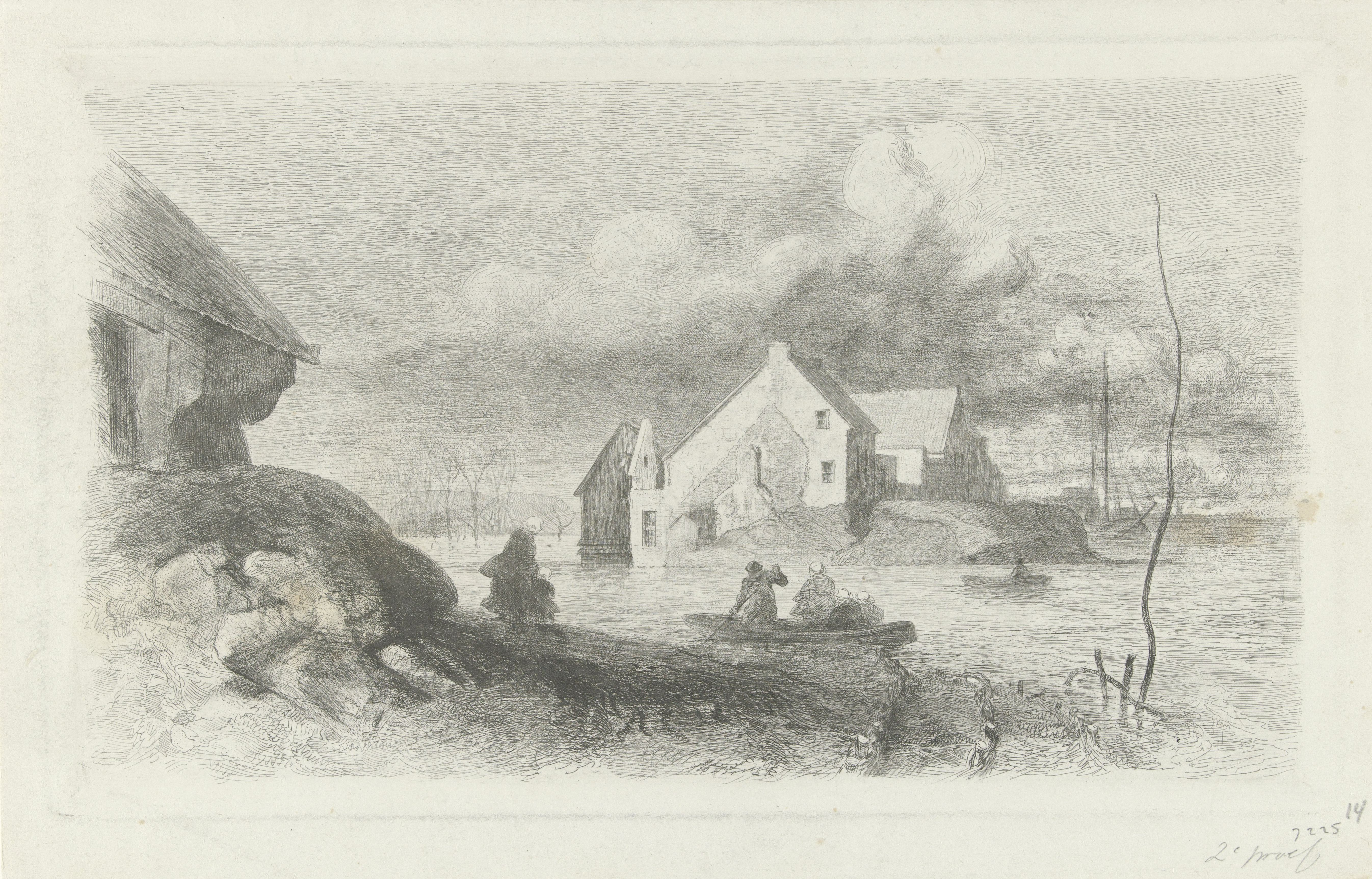
Overstroming te Lith, Watersnoodramp 1855